# میرزا احمد مشرف کرمانی
میرزا احمد مشرف کرمانی که عزیه نوری (خواهر ازلی بهاءالله) در کتاب تنبیه النائمین او را (شحص عظیم الشأن) خوانده و به شاگردی اش نزد ملا محمد جعفر کرمانی اشاره کرده‌است و ناشر کتاب تنبیه النائمین نیز او را به عنوان یکی از (فضلاء و آزادی خواهان بنام بابی) یاد کرده‌است.

## مقابله با میرزا حسینعلی نوری
وی جزو مقابله کننندگان با بهائیت بوده و در رساله‌ای که در رد میرزا حسینعلی نوری نوشته، از او، پیوسته با عنوان (نفس مدعی) یاد کرده‌است و بهاءالله نیز او را (رایحهٔ منتنهٔ کریهه) خواند.

## فعالیت‌ها
میرزا احمد مشرف کرمانی به جرگه یاران سیدجمال الدین اسدآبادی در تهران پیوست و در زمره پیروان شیخ هادی نجم‌آبادی قرار گرفت. در آستانه قتل ناصرالدین شاه، به دستور حوزهٔ اتحاد اسلام استانبول به همدان رفت.

## دستگیری
رفت آمد میرزا احمد و میرزا رضای کرمانی از دید برخی پنهان نمانده بود و نیز شورشی که میرزا احمد، در همدان برپا کرد، سبب زندانی شدنش بوده‌است.
پس از دستگیری میرزا احمد، شیخ هادی نجم‌آبادی، خواست وی و دوست شورشی اش را نجات دهد. شفاعت شیخ دربازهٔ همکار میرزا احمد، اثر کرد. اما پیشنه ضد حکومتی میرزا احمد، شفاعت شیخ هادی را بی اثر گذاشت و اندکی بعد، در زندان درگذشت.

## مرگ
صنعتی زاده در کتاب روزگاری که گذشت به برخی از مکارم اخلاقی میرزا احمد کرمانی پرداخته و سبب گرفتاری اش را (بیان حرف‌های تند و ضد حکومت بر فراز منبر دانسته‌است. در ادامه بخشی از گفتگوی شجاعانهٔ میرزا احمد با وکیل الملک ثانی) حاکم وقت کرمان اختصاص داده و مجازات او را شرح داده‌است.
میرزا احمد پس از دستگیری در انبار تهران، به شکلی مبهم درگذشت. در مقدمه ناشر کتاب تنبیه النائمین به مسموم شدن در زندان اشاره شده‌است.